# قوهجین
قوهجین یا کوی نیک ابهر، روستایی از توابع دهستان درسجین شهرستان ابهر در استان زنجان ایران است.

## جمعیت
این روستا در شهرستان ابهر قرار دارد و براساس سرشماری مرکز آمار ایران در سال ۱۳۹۵، جمعیت آن ۱۰۹ نفر (۴۰خانوار) بوده‌است. نام های خانوادگی اکثر اهالی روستا عابدینی و یوسفی است.